# 柳殘陽
柳殘陽（1941年—2014年7月15日），本名高見幾，武侠小说作家，中华民国青島市人。

## 生平
1941年，生於重慶。出身武術世家，其父親為武術名家高綸士，但柳殘陽本人並未習武。
柳殘陽少年時曾投身黑道，在1960年以武俠處女作《玉面修羅》一炮而紅，柳殘陽早期作品多為主角遭逢家變後屢獲奇遇而有能力復仇的模式，直到1966年發表《梟中雄》與《梟霸》兩書後，確立獨具一格的鐵血江湖風格，武打拳拳到肉，以快意江湖、激烈鬥爭的陽剛風格聞名。在他筆下鮮少出現少林、武當、華山等武俠小說傳統門派，多採用自創名稱。早期重要作品有《玉面修羅》、《梟中雄》、《梟霸》、《天佛掌》、《大煞手》、《霸鎚》、《魔尊》、《斷刃》、《七海飛龍記》、《天魁星》、《搏命巾》、《渡心指》、《千手劍》、《神手無相》、《金雕龍紋》、《銀牛角》、《鷹揚天下》、《鐵血俠情傳》、《金色面具》、《驃騎》、《大野塵霜》等二十一部作品，其餘皆為他人冒名的偽作。許多作品在出版單行本後，被出版商改名並拆為數部不同名稱的書名發行，極其混亂。
柳殘陽在停筆後，又在1970年代末和1980年代陸續寫了一些新作，如《傲爺刀》、《傷情箭》等等，但皆為較短篇作品，其中掺雜了大量他人的偽作，且成績亦不如前作出色。
在柳殘陽出名之際，若干不肖出版社也常用他的名義出版別人的作品，於坊間掛名柳殘、柳陽出版，而天佛掌系列作品1960年代也被改編為香港暢銷電影如來神掌，漫畫家黃玉郎亦由電影改編成漫畫推出《如來神掌》系列作品。
柳殘陽於2014年7月15日逝世，享壽73歲。

## 评价
金庸评价道：“柳残阳的小说比较简单，打得很激烈，看起来很过瘾，但不免太单调了。”但據倪匡所述，金庸仍喜歡看柳殘陽：「金庸很少在武俠小說中寫慘烈的一對百的大戰。但《天龍八部》裏，蕭峰大戰聚賢莊各路豪雄，大開殺戒，就是受到柳殘陽暴烈筆法的啟發。」
葉洪生則對他的寫作態度不以為然：「……別具風格，字裏行間所流餘的憤世嫉俗之情頗濃，因而他的書嗜殺，觀其筆名中的那個「殘」字，便可思過半矣。而他的「千佛掌」更找高中生代筆，其創作態度之玩忽兒戲，實不足取法。」